# Биографический словарь итальянцев
Биографический словарь итальянцев (итал. Dizionario Biografico degli Italiani) — биографический словарь, издаваемый Институтом Итальянской энциклопедии, начатый в 1925 году и до сих пор не законченный. В словарь запланировано включение около 40 тысяч биографий выдающихся итальянцев. Статьи публикуются за именем своих авторов и сопровождаются богатой библиографией.

## История
Работа была задумана в 1925 году по модели аналогичных работ, таких как германская Всеобщая немецкая биография (1912, 56 томов) или английский Национальный биографический словарь (1900, 63 тома). Рассчитано, что он будет включать биографические статьи об итальянцах, которые заслуживают быть сохранёнными в истории и которые жили в любое время, начиная от падения Западной Римской Империи до настоящего времени. Бывший директором Института Итальянской энциклопедии Джованни Джентиле поручил задачу координации работы по составлению словаря Фортунато Пинтору, к которому вскоре присоединился Арсенио Фругони. В 1959 году управление перешло к Альберто Мария Гизальберти, затем в 1985 году к Массимилиано Павану, в 1990 году к Фьорелле Барточчини и Марио Каравале, а с 1999 года к одному Марио Каравале. С 2010 года директором работы является Раффаэле Романелли.
Первый том появился в 1960 году, отметив столетнюю годовщину объединения Италии. Около 15 лет ушло на составление огромного перечня исторических лиц, из которых 40 тысяч были отобраны как итальянцы, заслуживающие быть увековеченными отдельной статьёй. На 2018 год были опубликованы 92 тома, доходящие до буквы «S» (Sisto IV). Иногда выпускались обновления. Например, в 1990 году было выпущено дополнение для букв A-C, содержащее статьи о людях, умерших до 1985 года. Окончательная работа должна состоять из 110 томов, не считая приложений и дополнений.
В 2009 году возникла угроза прекращения работы или перехода к более простой версии, которая поддерживалась бы только в сети Интернет. Издатель обратился за помощью к общественности, чтобы обеспечить продолжение работы в соответствии со строгими академическими критериями, которыми до того характеризовалось бумажное издание.
В 2010 году был опубликован список запланированных включений для букв от M до Z для будущих глав. В марте 2011 году было запланировано открытие нового портала в сети для доступа к словарю, в дополнение к сетевой версии Итальянской энциклопедии. Его запуск был формально приурочен к 150-летию объединения Италии.
В период с июля до ноября 2019 года доступ к онлайновой версии перестал быть свободным, но требовал регистрации и платы за подписку.

## Тома
- 1: Aaron-Albertucci (1960)
- 2: Albicante-Ammannati (1960)
- 3: Ammirato-Arcoleo (1961)
- 4: Arconati-Bacaredda (1962)
- 5: Bacca-Baratta (1963)
- 6: Baratteri-Bartolozzi (1964)
- 7: Bartolucci-Bellotto (1965; переиздан в 1970)
- 8: Bellucci-Beregan (1966)
- 9: Berengario-Biagini (1967)
- 10: Biagio-Boccaccio (1968)
- 11: Boccadibue-Bonetti (1969)
- 12: Bonfadini-Borrello (1971)
- 13: Borremans-Brancazolo (1971)
- 14: Branchi-Buffetti (1972)
- 15: Buffoli-Caccianemici (1972)
- 16: Caccianiga-Caluso (1973)
- 17: Calvart-Canefri (1974)
- 18: Canella-Cappello (1975)
- 19: Cappi-Cardona (1976)
- 20: Carducci-Carusi (1977)
- 21: Caruso-Castelnuovo (1978)
- 22: Castelvetro-Cavallotti (1979)
- 23: Cavallucci-Cerretesi (1979)
- 24: Cerreto-Chini (1980)
- 25: Chinzer-Cirni (1981)
- 26: Cironi-Collegno (1982)
- 27: Collenuccio-Confortini (1982)
- 28: Conforto-Cordero (1983)
- 29: Cordier-Corvo (1983)
- 30: Cosattini-Crispolto (1984)
- 31: Cristaldi-Dalla Nave (1985)
- 32: Dall’Anconata-Da Ronco (1986)
- 33: D’Asaro-De Foresta (1987)
- 34: Primo supplemento, A-C (1988)
- 35: Indice, A-C (1988)
- 36: De Fornari-Della Fonte (1988)
- 37: Della Fratta-Della Volpaia (1989)
- 38: Della Volpe-Denza (1990)
- 39: Deodato-Di Falco (1991)
- 40: Di Fausto-Donadoni (1991)
- 41: Donaggio-Dugnani (1992)
- 42: Dugoni-Enza (1993)
- 43: Enzo-Fabrizi (1993)
- 44: Fabron-Farina (1994)
- 45: Farinacci-Fedrigo (1995)
- 46: Feducci-Ferrerio (1996)
- 47: Ferrero-Filonardi (1997)
- 48: Filoni-Forghieri (1997)
- 49: Forino-Francesco da Serino (1997)
- 50: Francesco I Sforza-Gabbi (1998)
- 51: Gabbiani-Gamba (1998)
- 52: Gambacorta-Gelasio 2 (1999)
- 53: Gelati-Ghisalberti (2000)
- 54: Ghiselli-Gimma (2000)
- 55: Ginammi-Giovanni da Crema (2001)
- 56: Giovanni Di Crescenzio-Giulietti (2001)
- 57: Giulini-Gonzaga (2001)
- 58: Gonzales-Graziani (2002)
- 59: Graziano-Grossi Gondi (2002)
- 60: Grosso-Guglielmo da Forlì (2003)
- 61: Guglielmo Gonzaga-Jacobini (2004)
- 62: Iacobiti-Labriola (2004)
- 63: Labroca-Laterza (2004)
- 64: Latilla-Levi Montalcini (2005)
- 65: Levis-Lorenzetti (2005)
- 66: Lorenzetto-Macchetti (2006)
- 67: Macchi-Malaspina (2006)
- 68: Malatacca-Mangelli (2007)
- 69: Mangiabotti-Marconi (2007)
- 70: Marcora-Marsilio (2008)
- 71: Marsilli-Massimino da Salerno (2008)
- 72: Massimo-Mechetti (2008)
- 73: Meda-Messadaglia (2009)
- 74: Messi-Miraglia (2010)
- 75: Miranda-Montano (2011)
- 76: Montauti-Morlaiter (2012)
- 77: Morlini-Natolini (2012)
- 78: Natta-Nurra (2013)
- 79: Nursio-Ottolini Visconti (2013)
- 80: Ottone I-Pansa (2014)
- 81: Pansini-Pazienza (2014)
- 82: Pazzi-Pia (2015)
- 83: Piacentini-Pio V (2015)
- 84: Piovene-Ponzo (2015)
- 85: Ponzone-Quercia (2016)
- 86: Querenghi-Rensi (2016)
- 87: Renzi-Robortello (2016)
- 88: Robusti-Roverella (2017)
- 89: Rovereto-Salvemini (2017)
- 90: Salvestrini-Saviozzo da Siena (2017)
- 91: Savoia-Semeria (2018)
- 92: Semino-Sisto IV (2018)
- 93: Sisto V-Stammati (2019)
- 94: Stampa-Tarantelli (2019)
- 95: Taranto-Togni (2019)
- 96: Toja-Trivelli(2019)
- 97: Trivulzio-Valeri (2020)
- 98: Valeriani-Verra (2020)
- 99: Verrazzano-Vittorio Amedeo (2020)
- 100:Vittorio Emanuele I-Zurlo (2020)